# Aeroportul Presidente Néstor Kirchner
Aeroportul Presidente Néstor Kirchner (IATA: VMR, ICAO: SAOV) este un aeroport din Provincia Córdoba, Argentina ce deservește zona Villa María⁠(d). A fost numit după Néstor Kirchner.
Situat la o altitudine de 202 m, aeroportul dispune de 1 pistă.

## Infrastructură

### Piste
Aeroportul dispune de o singură pistă. Pista are orientarea 02/20. 